# Paul Célières
Paul Célières (Parijs, 1836 - aldaar, 9 oktober 1883) was een Franse schrijver. Hij schreef zowel romans, korte verhalen, toneelstukken en monografieën.
De avonturenroman was populair in de periode van midden 19e tot het begin van de 20e eeuw. Belangrijke auteurs waren Stevenson en Jack London. In Frankrijk waren Jules Verne, Paul d'Ivoi en André Laurie de bekendste vertegenwoordigers van het genre. Paul Célières is minder bekend, hoewel zijn korte verhalen onderhoudend zijn.

## Oeuvre

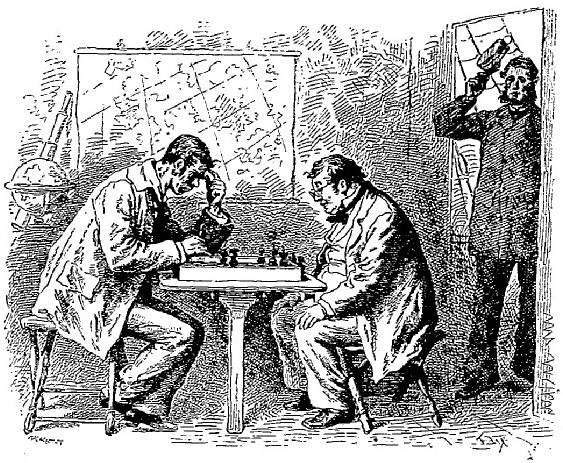
Dr Quiés (rechts) speelt schaak met de kapitein in Les Mémorables Aventures du Docteur J.-B. Quiés (1887)

Célières heeft tientallen werken op zijn naam staan. Enkelen hiervan zijn:
- Une heure à lire (<1881)
- Le bonnet d'un cosaque (jaar)[5]
- Les deux idoles (jaar)[6]
- Contez-nous cela! (1879)
- Le Chef-d'oeuvre de Papa Schmeltz (1881)
- Quand il pleut (1883)
- Une Exilée (1887)

### Romans
- Les Mémorables Aventures du Docteur J.B. Quiès (1980). In 1886 naar het Engels vertaald onder de titel The Startling Exploits of Dr. J. B. Quies. In dit boek wordt onder meer een verwijzing gemaakt naar Café de la Régence.

### Korte verhalen
- Le Roman d’une mère (1883), 40 episoden.[7]

### Toneelstukken
- Le Théatre chez soi. En scène, s.v.p. proverbes (1887)
- Entre deux paravents; scènes et comédies en vers (1879)

### Tekst voor opera's
- Le Bonhomme hiver, opéra comique en 1 acte (1882)[8]